# 西雷丁 (英國國會選區)
西雷丁（英語：Reading West），英國國會一自治市選區，包括英格蘭東南部伯克郡雷丁西部和西伯克郡一部。
始設於1983年。在2010年大選中保守黨的阿洛克·沙爾馬以43.2%選票首度當選，為保守黨在工黨手中奪回失去十三年的議席。